# Xã Palmyra, Quận Douglas, Kansas
Xã Palmyra (tiếng Anh: Palmyra Township) là một xã thuộc quận Douglas, tiểu bang Kansas, Hoa Kỳ. Năm 2010, dân số của xã này là 7.073 người.